# Safia amata
Safia amata är en fjärilsart som beskrevs av Druce 1890. Safia amata ingår i släktet Safia och familjen nattflyn. Inga underarter finns listade.